# Лион
Лио́н (фр. Lyon МФА: [ljɔ̃]о файле, франкопров. Liyon [ʎjɔ̃]) — город во Франции, административный центр региона Овернь — Рона — Альпы, особого административного образования Лионская метрополия и 14 кантонов. Второй, после Парижа, важнейший город Франции в экономическом и культурном планах. Формально третий по численности населения город Франции, при этом агломерация Лиона является второй самой большой во Франции после парижской, что фактически делает его вторым крупнейшим городом страны. Знаменит в первую очередь своей гастрономией, архитектурой и древней историей. Также является временной префектурой для департамента Рона, из состава которой был выделен с 1 января 2015 года с образованием Лионской метрополии
Согласно проведённым в 2015 году компанией PricewaterhouseCoopers исследованиям, Лион назван самым привлекательным для жизни городом Франции, обогнав Париж, Марсель и Тулузу.

## География и климат

### Географическое положение
Город расположен в континентальной Европе на юго-востоке Франции в Ронской низменности, изобилующей садами и виноградниками. Расстояние от Парижа по железной дороге 392 км. На западе от Лиона находится Центральный массив, на востоке — Альпы. Через Лион проходят транспортные пути с севера Франции к Средиземному морю и с востока к Атлантике.

### Топографические особенности
Лион расположен на слиянии двух рек Роны и Соны, которое находится на высоте 174 метров над уровнем моря и над которым возвышаются три холма: Фурвьер (299 м), Круа-Русс (250 м) и Дюшер.

### Климат
Климат Лиона континентальный, но с влиянием сравнительной близости к Средиземному морю.
Зимы сравнительно сухие, умеренно холодные, с холодными ветрами и, в основном, бесснежные, хотя бывают сильные осадки. Часто бывает изморозь. Температура может изменяться на десяток градусов в течение дня. Лето обычно сухое, солнечное и жаркое, причём амплитуда температуры в течение суток иногда достигает двадцати градусов. Самая высокая температура +40,5 °C была зарегистрирована 13 августа 2003 года.
Несмотря на осушение болот, уменьшающее испарения, значительным остаётся число туманных дней осенью, зимой и весной.
К югу от Лиона вдоль берега Роны расположен так называемый «химический коридор», где сконцентрированы химические предприятия, из-за чего этот район включён в перечень зон повышенного риска химических загрязнений.
| Показатель                    | Янв. | Фев.  | Март  | Апр. | Май  | Июнь | Июль | Авг. | Сен. | Окт. | Нояб. | Дек. | Год   |
| ----------------------------- | ---- | ----- | ----- | ---- | ---- | ---- | ---- | ---- | ---- | ---- | ----- | ---- | ----- |
| Абсолютный максимум, °C       | 17,7 | 21,9  | 25,7  | 30,1 | 32,0 | 36,2 | 39,8 | 37,7 | 35,8 | 28,4 | 22,9  | 20,2 | 39,8  |
| Средний суточный максимум, °C | 5,7  | 8,1   | 11,6  | 15,2 | 19,4 | 23,2 | 26,6 | 25,6 | 22,4 | 16,8 | 10,1  | 5,9  | 15,9  |
| Средняя температура, °C       | 2,6  | 4,5   | 7,2   | 10,3 | 14,3 | 17,9 | 20,8 | 20,0 | 17,1 | 12,5 | 6,7   | 3,2  | 11,4  |
| Средний суточный минимум, °C  | −0,4 | 1,0   | 2,8   | 5,5  | 9,3  | 12,6 | 15,0 | 14,4 | 11,7 | 8,2  | 3,4   | 0,4  | 7,0   |
| Абсолютный минимум, °C        | −23  | −21,4 | −10,5 | −4,4 | −0,3 | 2,3  | 6,1  | 5,2  | 1,9  | −4,5 | −8    | −16  | −23   |
| Норма осадков, мм             | 54,1 | 54,5  | 62,9  | 67,8 | 86,0 | 76,6 | 60,6 | 76,7 | 75,2 | 79,5 | 71,4  | 59,2 | 824,8 |
| Источник: infoclimat.fr       |      |       |       |      |      |      |      |      |      |      |       |      |       |

| Солнечное сияние, часов за месяц | Солнечное сияние, часов за месяц | Солнечное сияние, часов за месяц | Солнечное сияние, часов за месяц | Солнечное сияние, часов за месяц | Солнечное сияние, часов за месяц | Солнечное сияние, часов за месяц | Солнечное сияние, часов за месяц | Солнечное сияние, часов за месяц | Солнечное сияние, часов за месяц | Солнечное сияние, часов за месяц | Солнечное сияние, часов за месяц | Солнечное сияние, часов за месяц | Солнечное сияние, часов за месяц |
| Месяц                            | Янв                              | Фев                              | Мар                              | Апр                              | Май                              | Июн                              | Июл                              | Авг                              | Сен                              | Окт                              | Ноя                              | Дек                              | Год                              |
| Солнечное сияние, ч              | 63                               | 90                               | 147                              | 184                              | 216                              | 251                              | 293                              | 259                              | 208                              | 134                              | 75                               | 55                               | 1976                             |
| -------------------------------- | -------------------------------- | -------------------------------- | -------------------------------- | -------------------------------- | -------------------------------- | -------------------------------- | -------------------------------- | -------------------------------- | -------------------------------- | -------------------------------- | -------------------------------- | -------------------------------- | -------------------------------- |
| Источник: infoclimat.fr          |                                  |                                  |                                  |                                  |                                  |                                  |                                  |                                  |                                  |                                  |                                  |                                  |                                  |

## Этимология

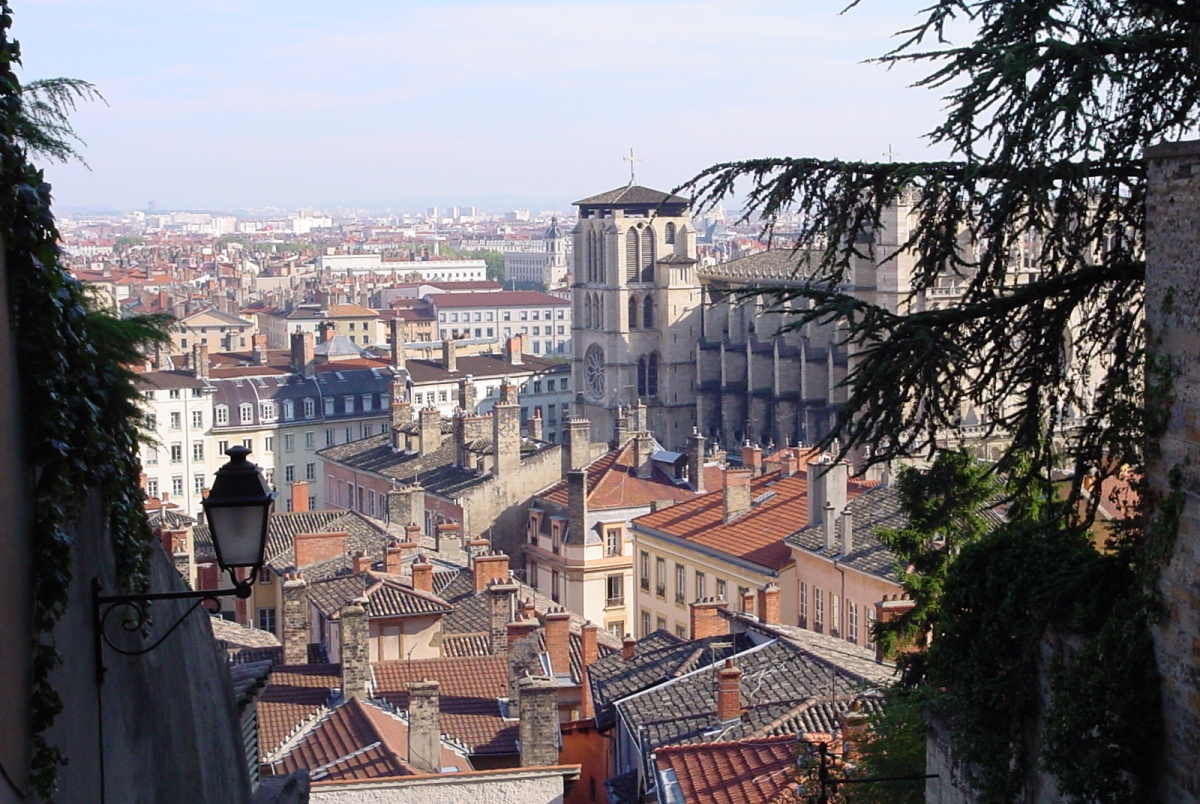
Квартал Сен-Жан в Старом Лионе

Согласно трактату «О реках», приписываемому Плутарху, кельтские друид Момор и правитель Атепомар, повинуясь оракулу, основали на холме город, получивший имя Лугдун (др.-греч. Λουγδουνον, лат. Lugdunum), от которого произошло современное название города Лион. Эта легенда также рассказывает, что в момент закладки фундамента неожиданно со всех сторон налетели бесчисленные вороны. Поэтому город было решено назвать Лугдун («холм во́рона», «Воронья гора»).
Среди специалистов существуют следующие мнения об этимологии слова Лугдун:
- от кельтских Lugus, Lug (Луг — высшее божество в кельтской мифологии) и duno — холм, укрепление, крепость. Название города обозначает таким образом «Холм бога Луга»;
- от кимврских слов, означающих «Холм на топкой, болотистой местности»;[9]
- имя Lugus в свою очередь близко к галльскому слову lugos, обозначающему «ворон». Ворон считался священной птицей бога Луга и предвестником его появления, а также сам Луг мог принимать облик ворона;
- латинское lux, lucis (свет) могло сыграть роль в словообразовании топонима, так как Луг был богом солнца, света и плодородия. Название города может обозначать таким образом «Холм Света».

## История

### Лугдун
В истории развития древнего города Лиона можно выделить два этапа.
- Первый этап (III—I века до н. э.): обитающие по Роне и Соне галльские племена сегусиавов (лат. Segusiavi) организуют в точке слияния двух рек эмпорий (место для торговли), а затем и оппидум Лугдун (крепость бога Луга)[10], находившиеся в районе холма Фурвьер[11]. Древнеримский театр на холме Фурвьер

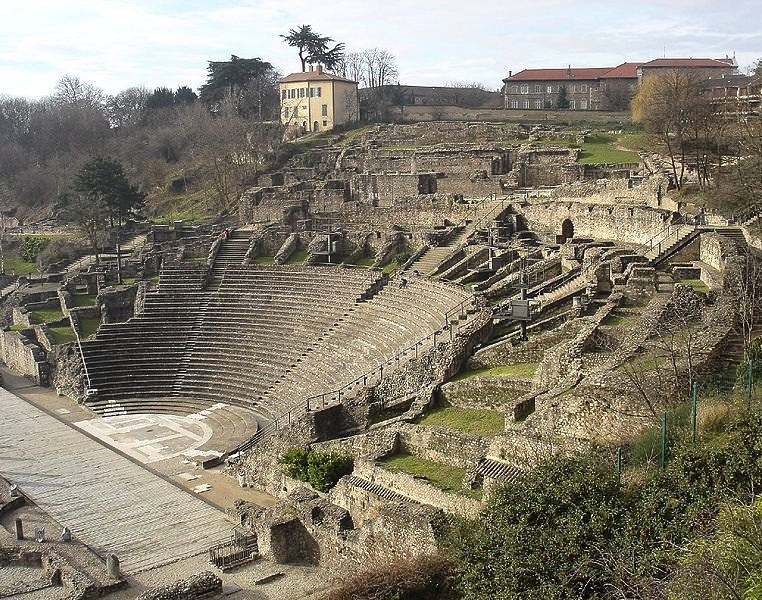
Древнеримский театр на холме Фурвьер

- Второй этап: основание римской колонии в 43 году до н. э. по решению римского сената. Луций Мунаций Планк, военачальник и один из бывших сподвижников Юлия Цезаря, вводит войска в поселение галлов с целью основать римскую колонию и расширить Лугдун. В конце I века до н. э. — I веке н. э. колония расширяется, появляются новые административные и частные здания, каменные постройки сменяют деревянные и земляные, возводятся акведуки, термы, форум, дороги. Месторасположение города имеет важное экономическое, социальное, религиозное и военное значение. Лугдун становится предметом внимания многих римских императоров. Август, Тиберий, Клавдий, Калигула и другие посещают город.

В 27 году до н. э. Рим разделяет Галлию на три провинции. Три провинции Галлии сходились на этом месте, благодаря чему Лугдун стал естественным центром пересечения дорог между северной и южно-восточной частью современной Франции. Город стал отправной точкой и важным пунктом в Римской империи на пути в Галлию. Древний Лион превращается в столицу Лугдунской Галлии и сердцем императорской власти всех галльских провинций, что обеспечивает Лугдуну звание столицы Галлии. В совокупности с ролью крупного транспортного узла и речного порта, этот статус обеспечивает городу процветание и культурный расцвет, достигшие своего апогея с 69 года по 192 год.
|  |  |  |  |  |

Среди значимых архитектурных памятников этого периода до нашего времени сохранились античные театр и Одеон на холме Фурвьер, Амфитеатр трёх Галлий, большие термы, четыре акведука, различные мозаики, хранящиеся в Музее галло-романской цивилизации.
Два римских императора родились в этом городе — Клавдий и Каракалла. При Нероне город сгорел, но был отстроен заново.
В 197 году после битвы между Септимием Севером и Клодием Альбином вблизи современного района Круа-Русс город был разграблен и сожжён, что привело Лугдун к постепенному угасанию и утрате былой славы и богатства.
Христианство в Галлии раньше всего утвердилось в Лионе. Известны Лионские мученики, пострадавшие за Христову веру. Известны многие святые епископы лионские, среди которых св. Ириней Лионский, св. Иуст Лионский, св. Антиох Лионский и многие другие.

### Средневековье
В V веке во время всеобщего экономического упадка из-за нашествия варваров и политической нестабильности Лион перестаёт быть столицей Галлии. Его население мигрирует к подножию холма, ближе к реке. Сейчас здесь находится квартал Старый Лион.
Позже, в 480 году бургунды захватывают Лион и город становится важным политическим и религиозным центром Бургундского королевства. В 534 году, перед падением королевства бургундов, Лион утрачивает свою политическую важность и переходит под власть франков.
VI и VII век — город переживает постоянные грабительские набеги, опустошавшие жилища горожан. К этому периоду археолог Камиль Жермен де Монтозан относит постройку «Сарацинских нор», искусственных подземных галерей протяжённостью в 13 км, соединяющих Лион с коммуной Мирибель.

К началу IX века, при Карле Великом, Лион снова переживает период процветания и возвращает себе былое значение. Но распад империи принёс неопределённость. Развитие города сильно зависело от церкви. Она обладала духовной, юридической и финансовой мощью. 

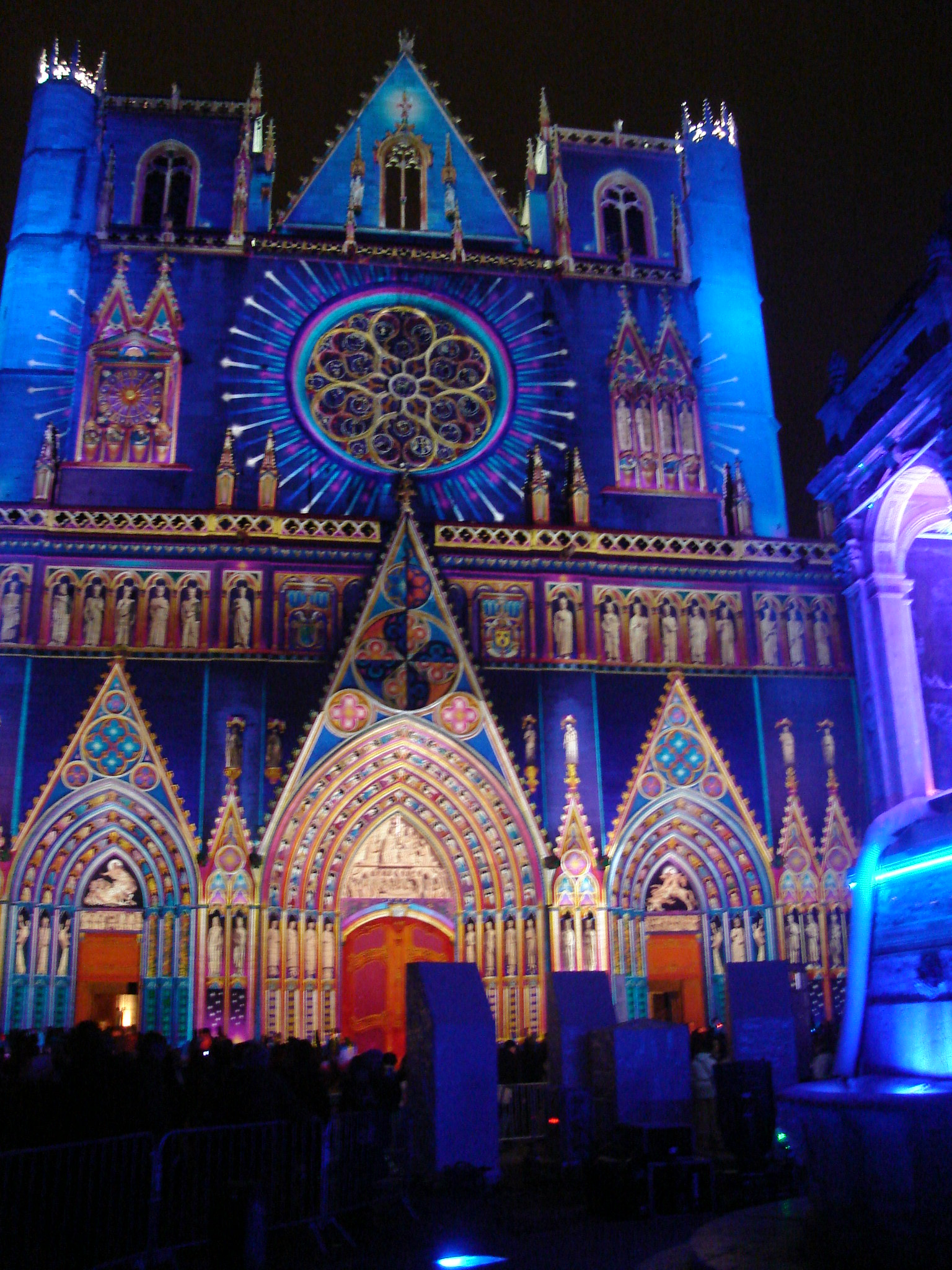
Лионский собор в декабрьский «праздник света»

В средние века Лион с окружающей областью составлял графство Лионнэ́ (фр. Lyonnais); при императоре Конраде II переходит к Германской империи. Король Франции осудил подобный захват. Германия и Франция после этого провели границу по р. Соне. Лион был разделён на две части. В 1157 году император Фридрих Барбаросса даёт Архиепископу Лионскому полное управление Лионом. В 1173 году Церковь получила власть над правосудием, контроль за соблюдением обычаев, взимание платы за проезд через город, право чеканки монет и сбора войск.
В XIII веке здесь состоялись два значительных собора католической церкви — Первый Лионский собор (1245), на котором обсуждалось отлучение императора Священной Римской империи Фридриха II, и Второй Лионский собор (1274), на котором была предпринята попытка воссоединения с православной церковью.
Противостояние горожан и церкви длилось до начала XIV века. После нескольких неудавшихся восстаний жители, недовольные феодальными требованиями Церкви, обратились за протекцией к Филиппу IV Красивому, который взял Лион под свою защиту.
В 1307 году он присоединил Лион к королевству и запретил архиепископу судить. Окончательно Лион был подчинён в 1310 году в результате кратковременной военной экспедиции. 10 апреля 1312 года между коммуной, архиепископом и королём был подписан договор, согласно которому Лион закрепился за Францией и был освобождён от выплаты налогов.
1320 год — архиепископ передаёт горожанам часть административной и управленческой власти. С этих пор город управляется коммуной из буржуазии и торговцев. Ежегодно 21 декабря назначали 12 консулов, выбираемых из богатых горожан. Лион стал автономен, часто посещаем королём Франции (города-фавориты часто управлялись представителями короля, пользовались различной финансовой помощью).
Во время Столетней войны город познал голод и разрушения, болезни. Чума унесла треть жителей Лиона.
К концу средневековья в Лионе находилось 24 таверны, 32 парикмахера, 48 ткачей, 56 портных, 44 рыбных торговца, 36 мясников и бакалейщиков, 36 пекарей хлеба, 25 постоялых дворов.

### Эпоха Возрождения
Богатство в XV и XVI веках Лиону принесли две ярмарки. Их можно было проводить по указу короля с 1420 года. Они сразу привлекли иностранцев: итальянских банкиров, мелких торговцев сукном, продавцов галантереи. Соседние страны положительно влияют на развитие города. Из Италии распространились идеи Ренессанса.

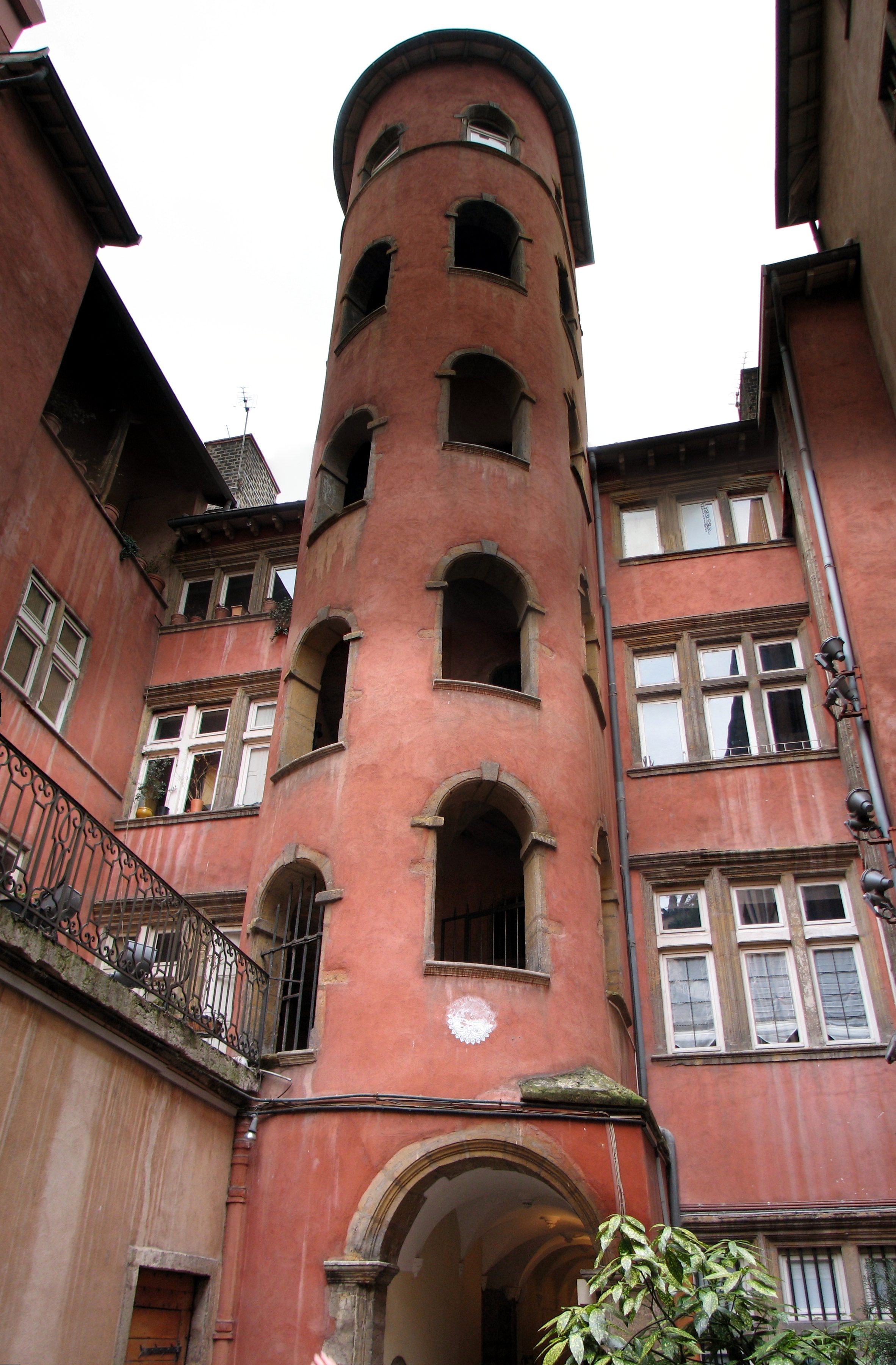
Розовая башня времён Возрождения

Первая французская книга была напечатана в Лионе в 1470 году. Потому именно здесь активно развивается книгопечатание и распространение изданий. Лион становится важным центром книгопечатания в Европе.
С 1494 года королевский двор и управляющие постоянно посещают Лион. Близкое расположение к капиталам больших банков и Италии упрощает ведение войны с ней. Резиденция королей находится возле дворца архиепископа. Придворная свита окружена интеллектуальной элитой, куда входят служители Церкви, торговцы и королевские офицеры.
Влияние товаров и капиталов приводит к производству шёлка.
В 1562 году из-за гражданских войн Лион оказывается в руках реформатов и их главы Барона дез Адре. После перемирия ситуация не налаживается: коммерция в городе угасает, ярмарки работают не так успешно. Гражданская война закончилась реваншем католиков и уходом из города протестантов. Среди них было много высококлассных печатников.
В Лионе бушуют страшные эпидемии чумы (1563 и 1574 годы), унёсшие треть населения города. Лион присоединяется к Католической лиге. Это приводит к введению исключительных мер, убивающих коммерческую деятельность. Последние годы столетия были отмечены голодом и негативно отразились на городской демографии. Последние автономии, которыми пользовалась городская администрация, отменены Генрихом IV.
Ещё с 1466 года король Людовик XI решил развить в Лионе шёлкоткацкую промышленность, чтобы сократить дефицит торгового баланса с Италией, из-за которого Франция теряла от 400 000 до 500 000 золотых экю в год.
В 1540 году Лиону предоставлена королевская привилегия на монопольное производство шёлка и, начиная с XVI века, город становится центром европейской торговли шёлком. К середине XVII века в Лионе использовалось более 14000 ткацких станков. Благодаря производству шёлка Лион снова занял почётное место в коммерческой системе Европы. В этом производстве было занято 30 000 человек из 120 000 населения.

### Лион в Новое и Новейшее время
В начале революции Лион проявил себя сторонником умеренной политики. Однако жители были крайне недовольны Гражданским устройством духовенства (новый порядок Церковного Комитета, который был назначен Учредительным собранием) и экстремальными мерами, установленными Конвенцией. Большинство перешло в оппозицию. Земли и строения церкви были поделены на наделы и распроданы.

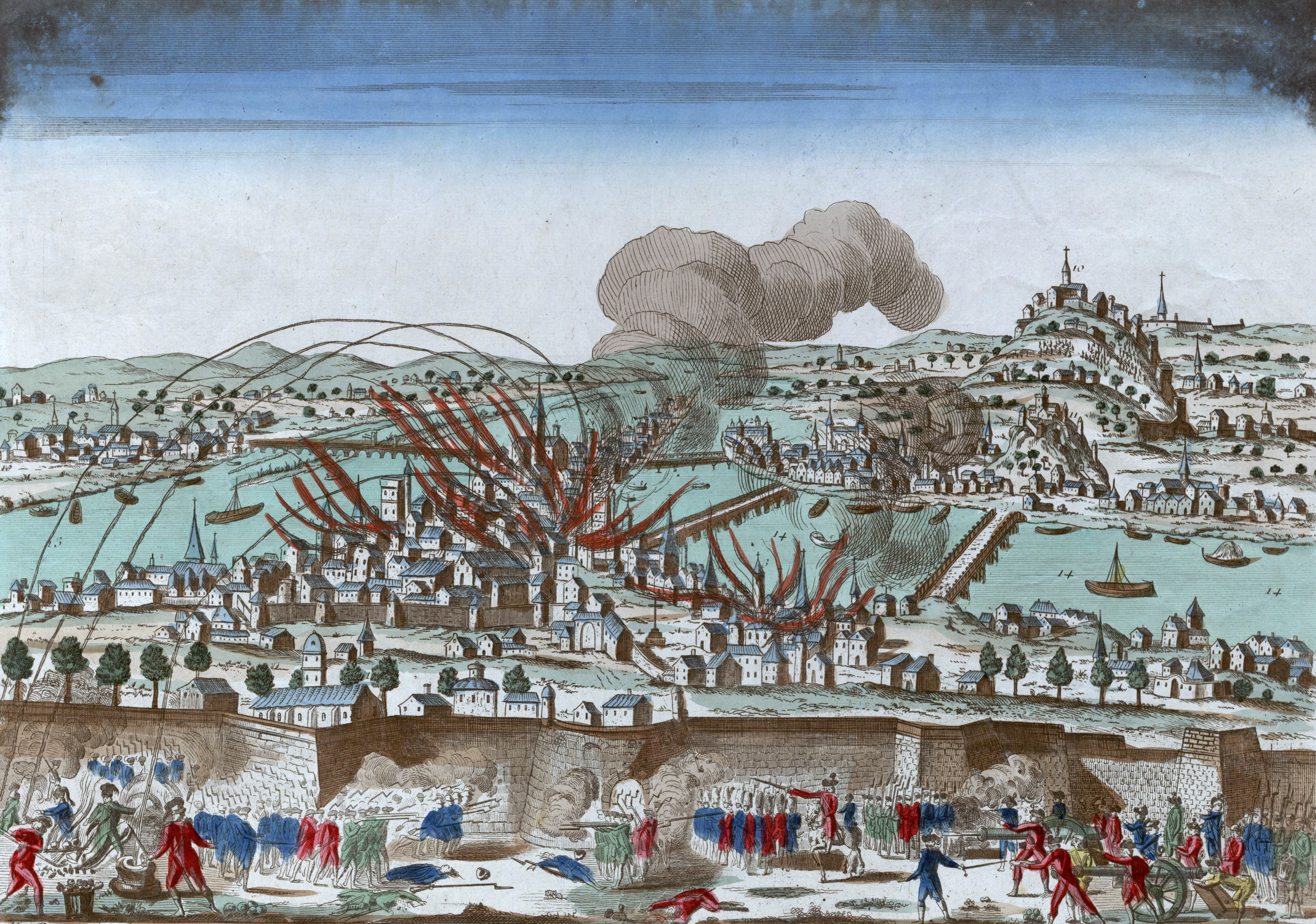
Осада Лиона в 1793 году

Во время первой французской революции Лион в 1793 году принял сторону противников Конвента. В разгар террора в 1793 году жители выступают против вымогательств денег, которыми занимается якобинский муниципалитет. 29 мая 1793 года в Лионе вспыхивает восстание, свергнувшее диктатуру якобинца Шалье (фр. Marie Joseph Chalier) (в июле Шалье был гильотинирован). В это же время в Париже якобинцы (монтаньяры) казнят жирондистов. Таким образом, Лион автоматически стал неприятелем господствующего на тот момент парижского движения. Конвент объявил город врагом революции и послал против него армию под руководством генерала Келлермана.
9 августа 1793 года армия Келлермана, насчитывавшая около 65 тыс. человек, осадила Лион, гарнизон которого не достигал десяти тысяч. Осада Лиона растянулась на два месяца. В августе и сентябре произошли несколько сражений, в результате которых осаждавшие продвинулись вперёд, но Лион не сдавался. 22 сентября войска республиканцев, расположившиеся на левом берегу Роны (в районе Гийотьера), начали артиллерийский обстрел города раскалёнными ядрами. 29 сентября осаждавшим удалось захватить последние редуты лионцев на правом берегу Соны и форт Сент-Фуа. 9 октября остатки армии защитников города попытались прорвать осаду, но были разгромлены.
12 октября 1793 года назначается разрушение Лиона. Комиссары конвента Колло д’Эрбуа, Фуше и Кутон не исполнили этот приговор всецело, но тысячи жителей были расстреляны или гильотинированы, лучшие здания разрушены, крепостные стены разбиты, как и красивые фасады новых зданий площади Белькур (для якобинцев это были символы гордости богачей). Этот период ознаменовался кровавыми расправами с местными жителями.
Продавцы шёлка разорились, 75 % промышленных предприятий остановилось. Смертность достигла 45 %.
После революционных погромов Лион оправлялся очень медленно, только с 1801 года город стал возрождаться экономически благодаря особому вниманию Наполеона, который лично заложил первый камень при начале восстановления площади Белькур, а также благодаря успешной работе префектов.
В конце XVIII — начале XIX века в городе развивается искусство кукольного ярмарочного театра гиньоль (фр. Guignol — кукла), который получил общефранцузскую известность. Позднее этим термином будут обозначать соответствующий жанр театрального искусства.

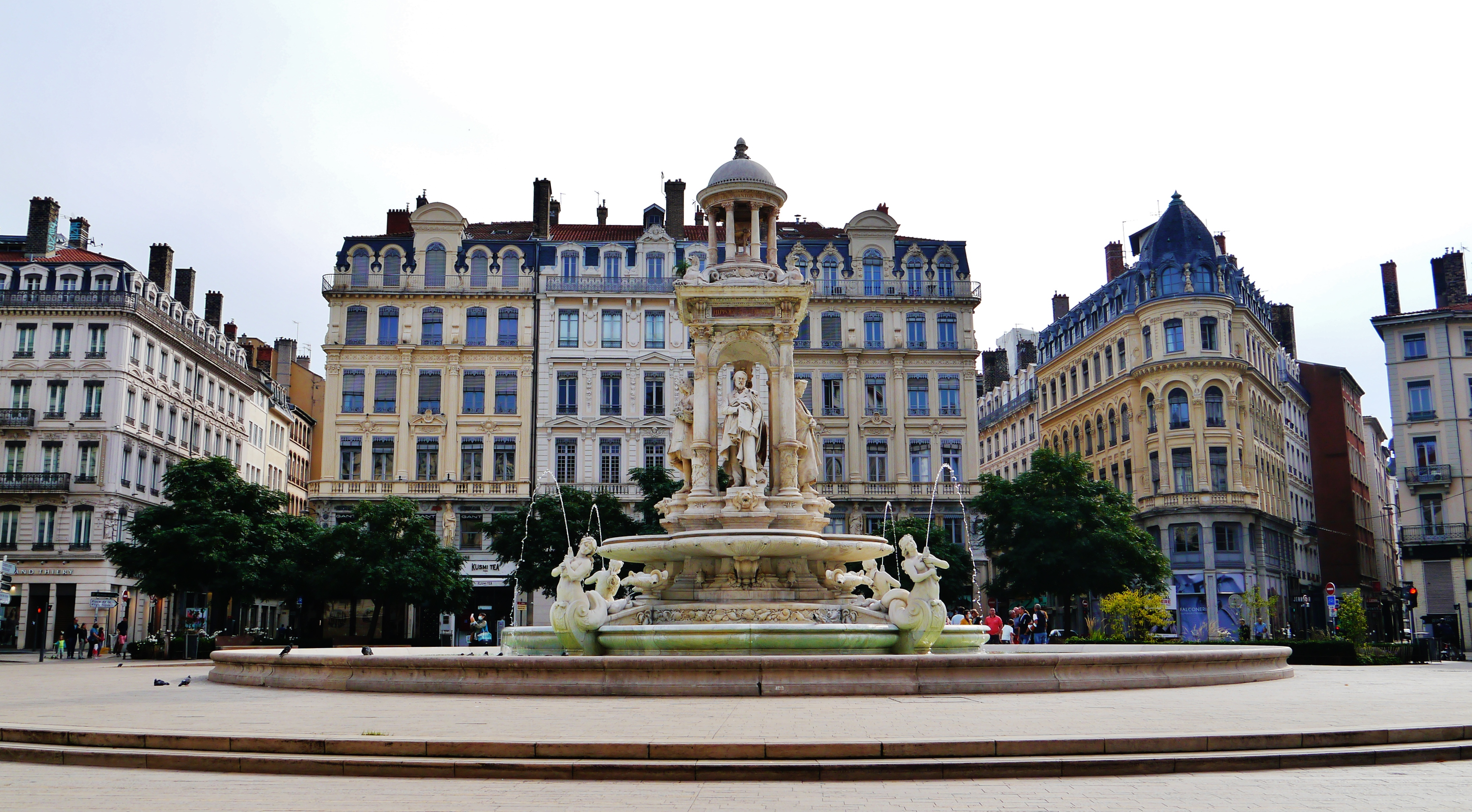
Площадь Якобинс

В 1850-х годах в городе было основано католическое движение «Общество Прадо».
Город сильно разбогател при Второй империи, с продолжением промышленной революции. Химическая промышленность диверсифицируется. Текстильная промышленность также процветает. Лионские шелковые фабрики являются первым экспортным постом во Франции. В экономическом плане Лион по-прежнему оставался ведущим финансовым центром Франции, о чём свидетельствует создание в 1863 году Анри Жерменом банка Crédit Lyonnais. Изменения в экономической структуре, произошедшие при этом режиме, поставили под сомнение экономическое превосходство Парижа.
Как и барон Османн в Париже, мэр Лиона начал политику крупных работ: в 1848 году городская застройка полуострова считалась устаревшей. В середине XIX века Лион активно перестраивался старые средневековые кварталы сносились и на их месте строили новые комфортные дома, в частности появились улицы ул. Републик (rue de la République) и ул. Президант Эдуар Эррио (rue Président-Herriot).
Также в это время на левом берегу был построен парк Тет-д’Ор.
В 1852 году к городу были присоединены четыре пригорода Лиона: Круа-Русс, Вэз, Гийотьер, Монплазир.
Кроме конкуренции других стран, Лиону повредили восстания 1831, 1834 и 1849 годов, подавленные военной силой. В 1840, 1856 и 1882 годах Лион пострадал от наводнений. В 1872 и в 1894 году здесь были большие промышленные выставки. При посещении последней был убит президент Карно.
В 1862 году в Лионе был открыт первый в мире фуникулер
После Великого Русского исхода 1920 года Лион превратился в один из самых крупных центров русской эмиграции. Основу русских эмигрантов составляла рабочая группа чинов 1 Армейского корпуса Русской армии генерала Врангеля, а также казачья станица города Лиона. До Второй Мировой войны численность русской диаспоры по разным данным составляла несколько тысяч человек.
Лион был центром немецких оккупационных сил во время Второй мировой войны, а также оплотом французского Сопротивления.

## Культура

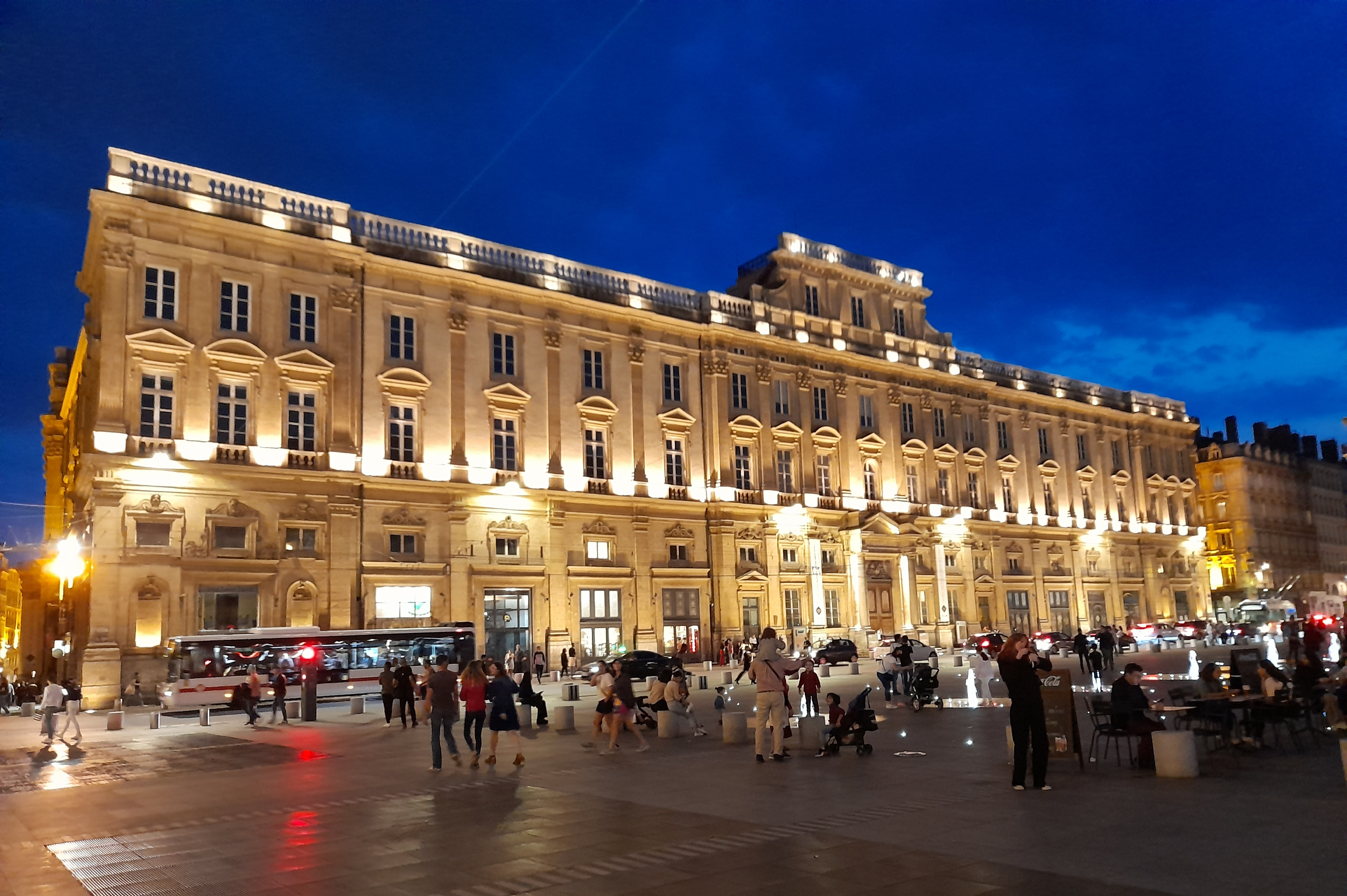
Лионский музей изобразительный искусств (Musée des Beaux-Arts de Lyon)

### Общая информация
Лион имеет значительное историческое, архитектурное, культурное и гастрономическое наследие.
Лион — французская гастрономическая столица. Кухня Лиона — старинная, богатая местными особенностями и созданная известными и знаменитыми шеф-поварами.
Колыбель кинематографа. Именно в Лионе братья Люмьер изобрели и впервые представили первый в мире киноаппарат. В Лионе находится Институт Люмьер — французская организация, занимающаяся продвижением и сохранением аспектов французского кинопроизводства. В Лионе ежегодно проходит Кинофестиваль имени братьев Люмьер.
Лион — признанная столица шёлка уже на протяжении пяти веков, со времён Ренессанса. Лионский шёлк славится во всём мире.
Город также известен муралами, коих в Лионе более 150.

### Театры
Лионская опера имеет большое значение для культуры всей Франции и Лиона в частности. Опера Лиона основана в 1756 году. Здание было перестроено в 1831, а затем в 1993 году. В 2017 году Лионская опера была названа «лучшим оперным театром в мире» на Международной оперной премии

Лионская опера

Театр Селестен — Большой театр Лиона, расположенный в самом сердце города, Театр Селестен — один из старейших драматических театров Франции.

### Музеи
Лион славится своим разнообразием и обилием музеев.
- Музей изящных искусств (Musée des Beaux-Arts) — знаменитый художественный музей, расположенный в здании 1685 года постройки. Сочетает в себе коллекцию картин 14-го века, предметов искусства этрусков, Египта, феникийцев и персов. В музее собрана одна из самых богатых во Франции коллекция живописи 19-го века, представлены работы Веронезе, Тинторетто, Рубенса, Брака, Бонне и Пикассо. Жемчужиной музея является алтарь работы Перуджино. Один из самых значимых музеев Франции и Европы[19]
- Музей Конфлюанс (La Confluence) — музей естествознания, объединяющий исследования в различных областях науки и техники, археологии и этнологии, музеефикации и посредничества в познании.
- Лугдунум (Lugdunum Musée et théâtres romains) — музей галло-римской цивилизации, построенный на развалинах античного амфитеатра представляет огромную коллекцию археологических находок.
- Музей ткани (Musée des Tissus) — Лион, знаменитый своими ткацким ремеслом, представляет лучшую коллекцию тканей во Франции. В музее представлены ткани, произведённые за последние две тысячи лет, в том числе одни из лучших тканей, произведённых в Лионе с XVIII века, вышитые ткани XV — XVI вв., используемые в религиозных обрядах, а также песридские ковры XVII века.
- Музей современного искусства (Musée d’Art Contemporain) с момента своего создания в 1995 году выбрал оригинальную политику временных выставок, разработанных в непосредственной связи с художниками.
- Музей миниатюры и кинематографа (Musée Miniature et Cinéma) имеет коллекцию артефактов мирового кинематографа, среди которых трость Чарли Чаплина, доспехи робокопа, камера, использовавшаяся Альфредом Хичкоком, а также коллекции костюмов, грима и аксессуаров к культовым фильмам. Здание музея входит в список всемирного наследия ЮНЕСКО.

## Административно-территориальное устройство

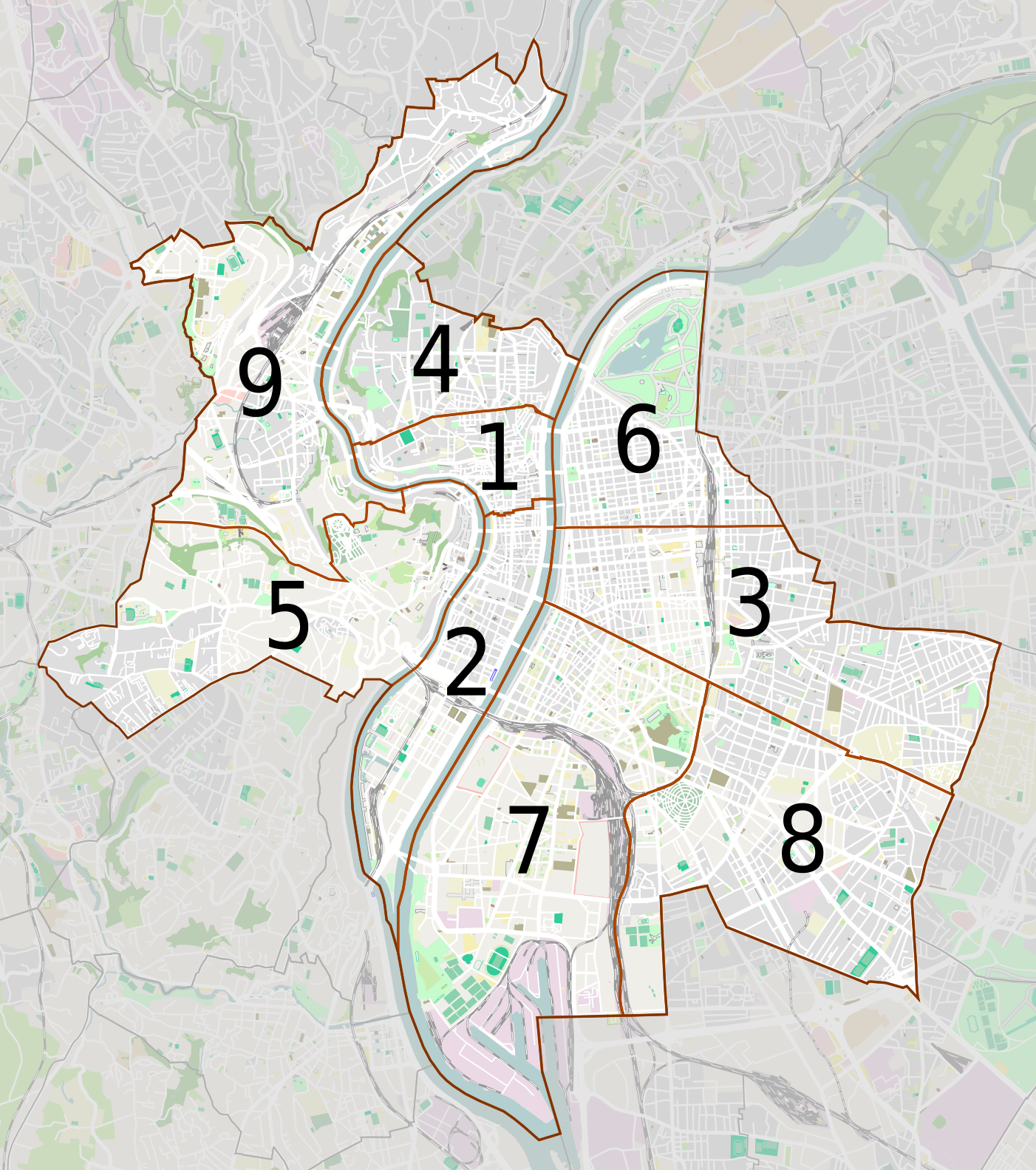
Карта с обозначениями административных округов Лиона

Лион — один из трёх французских городов, где существует внутригородское деление на округа, называемые также иногда галлицизмом аррондисманы (фр. arrondissements; два других — Париж и Марсель). Впервые деление города на округа было осуществлено в соответствие с указом от 24 марта 1852 года, когда Лион и приданные ему тем же указом территории был разделён на 5 округов.
В дальнейшем, по мере увеличения населения на окраинных территориях, они делились, так что в наше время город подразделяется на 9 пронумерованных округов. Важно понимать, что площадь Лиона составляет лишь 47,87 км², тогда как площадь его метрополии 533,68км². При этом, в самом Лионе живёт лишь треть населения его агломерации и более 2 миллионов человек проживает в других населенных пунктах Большого Лиона.
В Лионе есть огромное количество исторических и территориальных кварталов районов и нейборхудов, центральными считаются: Тэрро, Кордолье, Белькур — Отель Дьё, Старый Лион, Ле Пон де Ла Круа Русс, Фурвьер. Близкими к центру города районами с характерной исторической архитектурой и образом жизни являются Бротто, Пар Дьё, Конфлюанс (Перраш), Гийотьер, Круа Русс, Сан Жюст, Жан Масе. В Лионе присутствуют и другие кварталы входящие в черту города или же в состав городов представляющих лионскую метрополию, среди них можно выделить лионские Вэз, Жерлан, Монплезир, Монлюк, Монша, Пуан-Дю-Жур, Турвель, Гранж Бланш и другие а так же знаменитые Грат Сьель и Бюэ в Виллербане, Терайое и Парийи в Броне, Мингэт в Винисьё.

## Достопримечательности

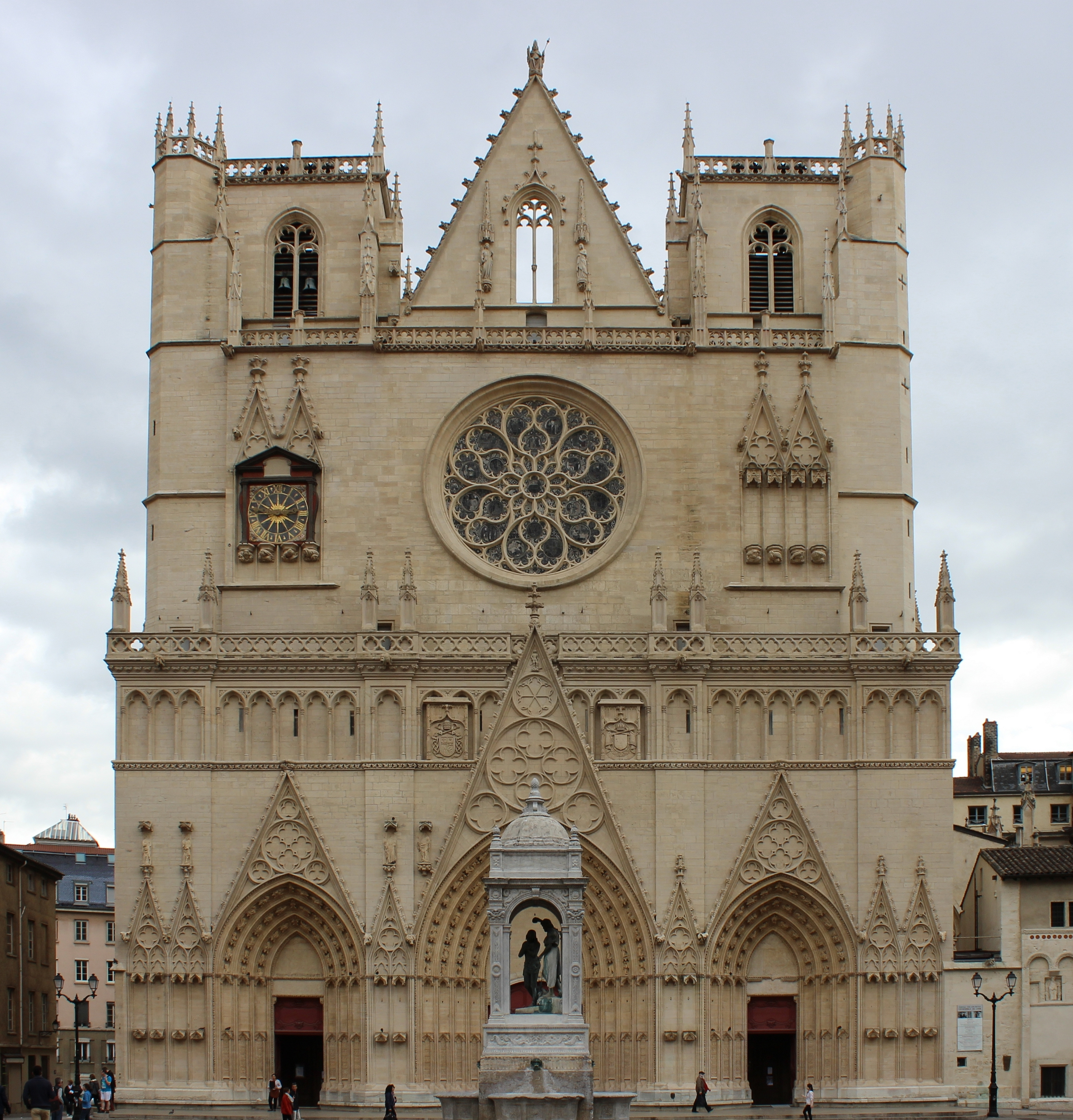
Собор Сен-Жан или Собор Иоанна Крестителя — главная церковь города и популярное туристическое место.

Из множества площадей в Лионе (свыше 100) выделяются площадь Белькур (Bellecour) с каштановыми аллеями, садами и конной статуей Людовика XIV и площадь Карно со статуей республики. Русский писатель Денис Фонвизин, проезжая через Лион в 1777 году, записал:

По берегу Роны построена линия каменных домов прекрасных и сделан каменный берег, но гораздо похуже петербургского. Сия ситуация делает его очень похожим на Санкт-Петербург, тем наипаче, что Рона не много уже Невы. В окружности города превысокие горы, на которых построены великолепные монастыри, загородные дома с садами и виноградниками. Как за городом, так и в городе все церкви и монастыри украшены картинами величайших мастеров. Видели мы древности, ибо Лион есть один из древнейших городов. В нём были два Вселенские собора. Доселе видны остатки дома, в котором жил император Нерон.
К числу основных лионских достопримечательностей принадлежат:
- Собор Сен-Жан — главный храм города построенный в XII веке. Расположен в старом городе.
- Базилика Нотр-Дам-де-Фурвьер;
- Металлическая башня на Фурвьере;
- Отель-Дьё средневекового происхождения, многократно возобновлявшийся и перестраивавшийся, где Франсуа Рабле писал свой роман «Гаргантюа и Пантагрюэль».
- Парк Тет-д’Ор — это один из крупнейших городских парков Европы, занимающий 105 гектаров, и главный парк Лиона. В парке есть большое озеро с лебедями, зоопарк, ботанический сад, развлекательные и спортивные объекты
- Античный театр на холме Фурвьер основанный в I веке до н.э.

7 июля 2011 на своей 35-й сессии Комитет всемирного наследия ЮНЕСКО принял решение о включении исторической части Лиона в список всемирного культурного наследия.

### Улицы и площади исторического значения

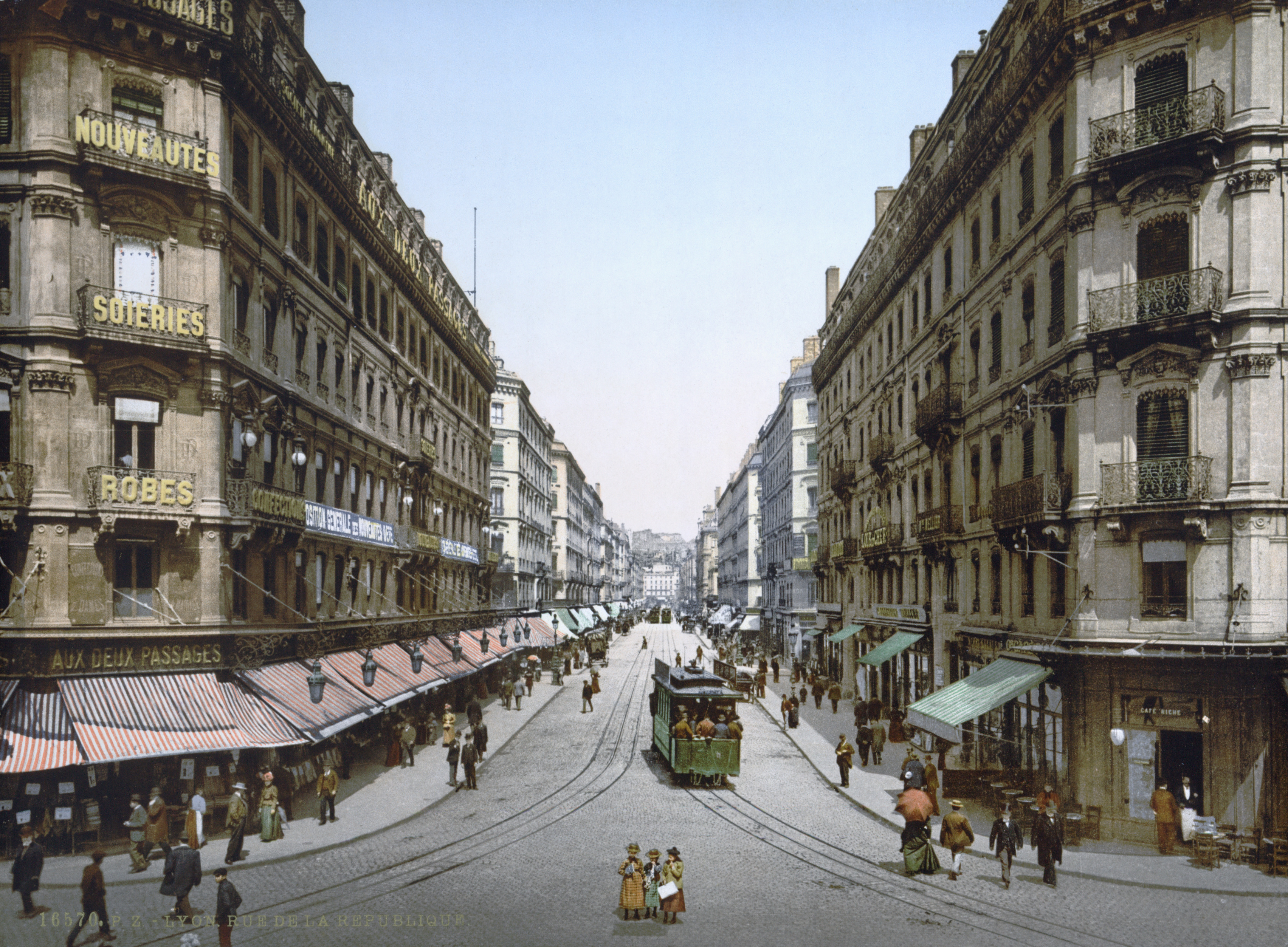
Улица Республики на открытке конца XIX века

Прескиль (Presqu’ile) — полуостров, расположенный между реками Роной и Соной у их слияния. Представляет собой центр Лиона: здесь расположена мэрия, центральная площадь Белькур (place Bellecour), Опера, Театр Селестен, многочисленные музеи, площадь Тэрро́ (place des Terreaux) с фонтаном, созданным скульптором Бартольди и аллегорически в виде четвёрки коней представляющим четыре реки Франции, в том числе Гаронну и Дордонь (это обусловлено тем, что первоначально этот фонтан предназначался для Бордо). Архитектура зданий в бо́льшей мере представляет собой классическую застройку османского стиля. Основные и самые красивые улицы:
- рю де ля Репюблик (rue de la République с фр. — «улица Республики») — главный променад города, широкая улица со зданиями XIX века;
- рю дю Президан-Эдуар-Эрьо (rue du Président Édouard Herriot с фр. — «улица Президента Эдуара Эррио») — улица с модными ресторанами и дорогими бутиками;
- рю Виктор Юго (rue Victor Hugo с фр. — «улица Виктора Гюго») — пешеходная улица, популярная среди туристов.
- рю Мерсьер (rue Mercière с фр. — «Милосердная улица») расположена в центре города, разделяется на две заметно отличающиеся друг от друга части, из которых южная является пешеходной зоной и привлекательна для туристов своими многочисленными ресторанами, барами и домами эпохи Возрождения.
- Старый город (Vieux-Lyon с фр. — «Старый Лион») — историческая часть Лиона, вытянувшаяся вдоль берега Соны. Является самым аутентичным кварталом города. Архитектурный ансамбль домов позднего средневековья и эпохи Возрождения, узкие улицы и рестораны лионской кухни (бушоны) привлекают самое большое количество туристов. Из старого Лиона на холм Фурвьер ходит фуникулер, на нем можно доехать до базилики и амфитеатра.[25]
- рю Сен-Жан (rue Saint-Jean с фр. — «улица Святого Иоанна») — главная улица квартала Сен-Жан в Старом городе, она берёт своё начало у площади дю Шанж (place du Change — площадь Менял) и заканчивается перед собором у площади Сен-Жан. Одна из наиболее посещаемых. Название улице дано в честь Иоанна Крестителя: улица заканчивается перед собором Святого Иоанна.
- Площадь Правительства (фр. Place du gouvernement) — одна из красивейших площадей Лиона, окружённая разными старыми четырёхэтажными зданиями. Названа в честь здания правительства, расположенного на ней. Имеет прямоугольную форму, вымощена булыжником. В центре произрастает дерево.

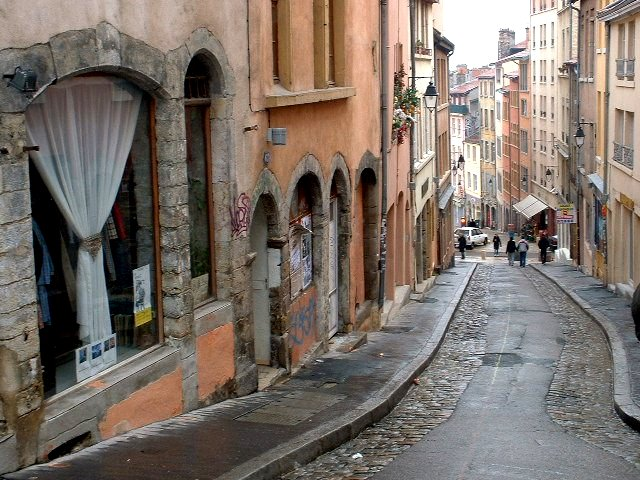
Улица Монте де ла Гранд-Кот, Склоны Круа-Русс

- Пант де ля Круа-Русс (Pentes de la Croix-Rousse с фр. — «Склоны Круа-Русса») — старинный район, соединяющий холм Круа-Русс и Прескиль. Славится своими видами, изящными узкими улочками, трабулями и богемными местными жителями. На его территории располагается второй крупнейший в Лионе античный амфитеатр «Трёх Галлий» (построенный в I веке до н.э.), единственная в Лионе церковь в стиле барокко Сен-Бруно и церковь Бон-Пастер. Главными улицами являются ул. Бюрдо, ул. Капюсен и туристическая улица Монтэ де ля Гранд-Кот. Именно в этом районе был построен первый в мире городской фуникулёр[16].
- Парк Тет д’Ор — огромный парк на территории города включающий в себя ботанический сад с оранжереями, зоопарк, розарий, большое озеро и многое другое, был построен в XIX веке и именно там прошла Всемирная Выставка 1872.

### Трабули

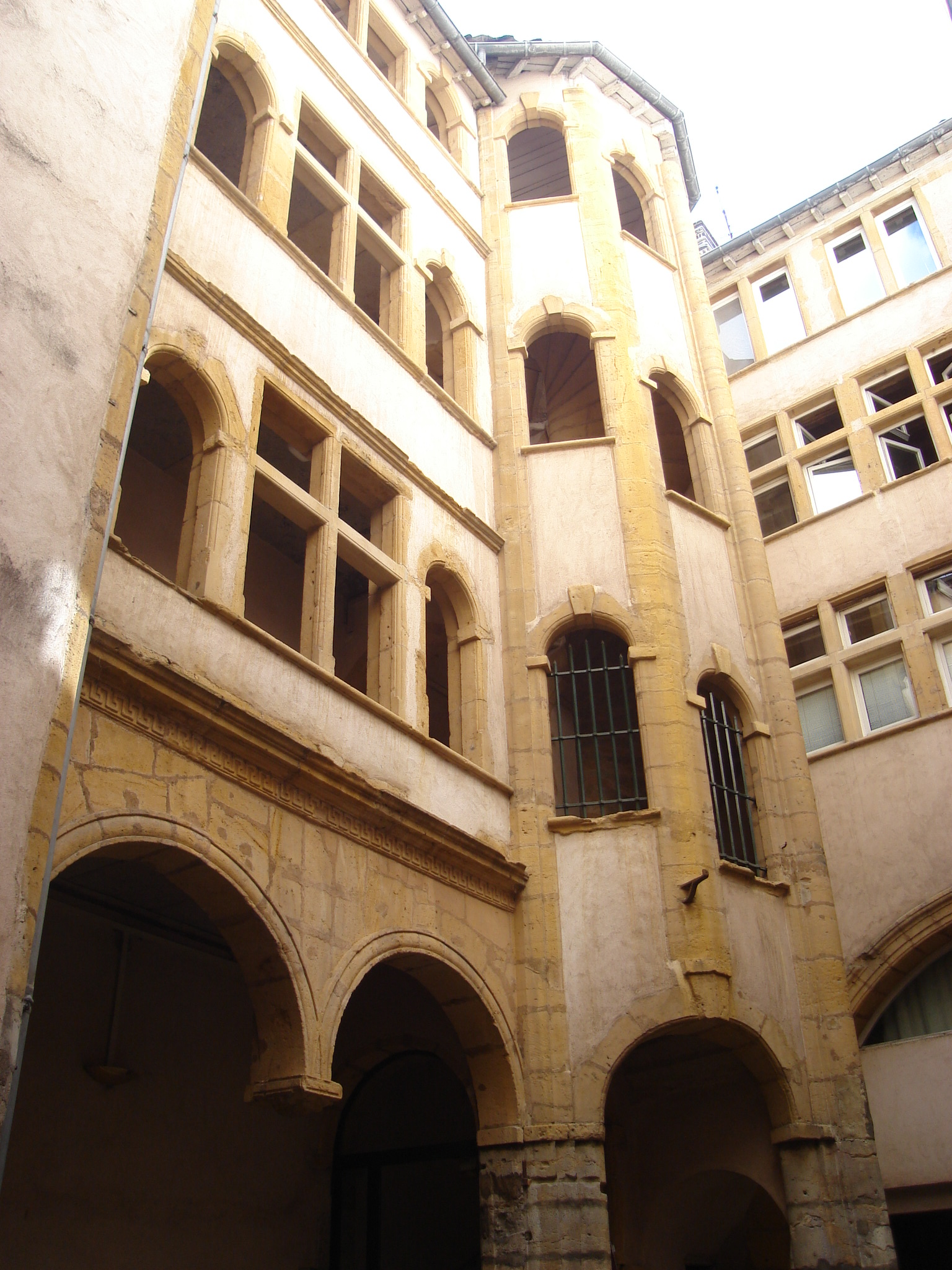
Лионская трабуль

Раньше пешеходное сообщение в старых частях города, тесно застроенных высокими для того времени домами, существенно облегчалось сетью горизонтальных и вертикальных коридоров. Такой коридор здесь называется трабу́ль (фр. traboule, что буквально значит «сквозной проход»). Трабули являются своеобразной достопримечательностью старого города. В беспокойное время сложная система трабулей значительно облегчала спасение беглецов от преследования, начиная со времён средневековья, кончая годами Сопротивления.

### Мосты Лиона
Через Рону и Сону на территории Большого Лиона перекинуто в общей сложности 27 мостов, некоторые из которых являются историческими или архитектурными памятниками. Ночное освещение некоторых мостов делает их ещё привлекательнее.

### Ла Конфлюанс

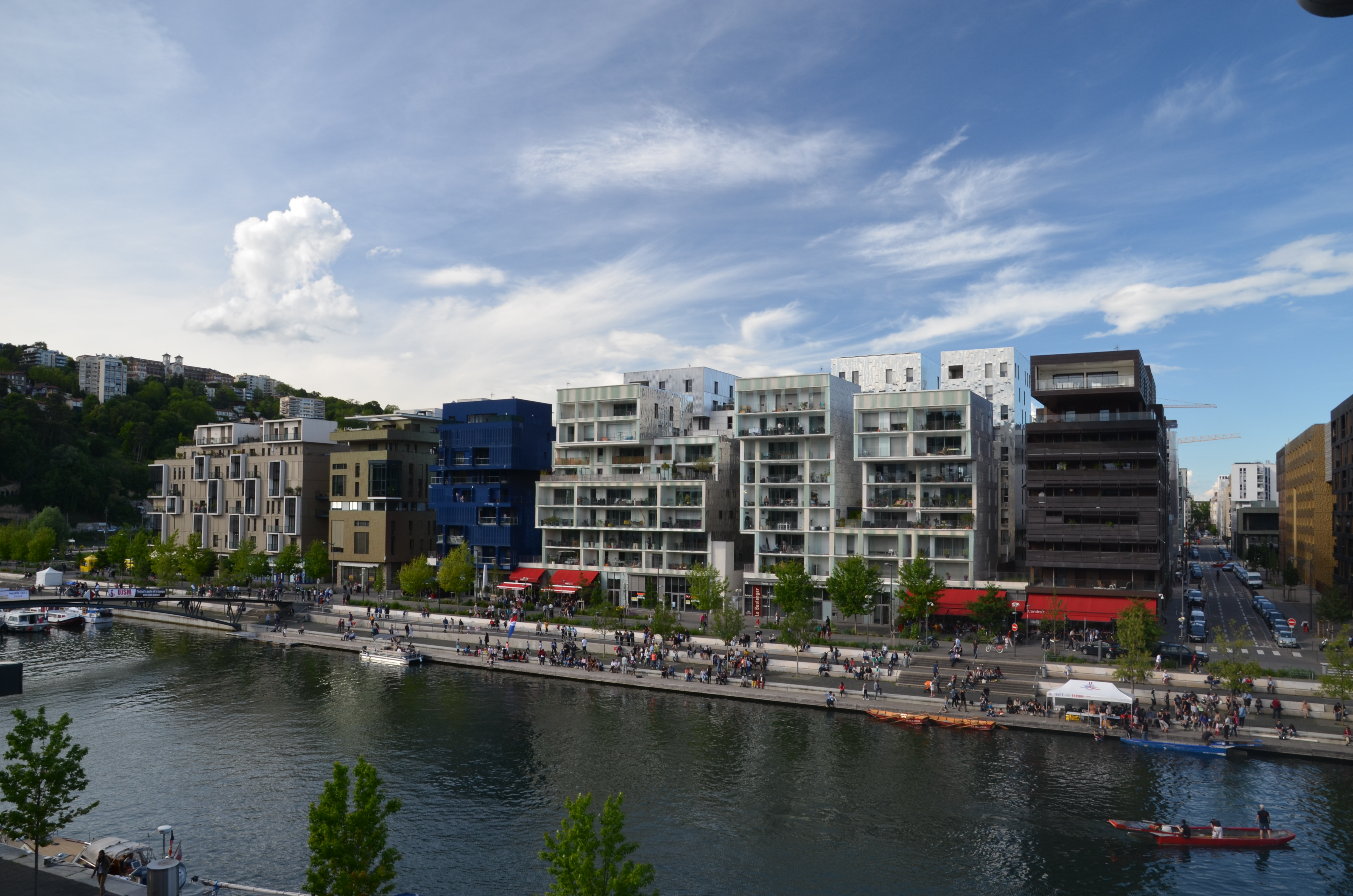
Вид на набережную Антуан Рибу, Конфлюанс

Ла Конфлюанс — перестроенный промышленный район Лиона знаменитый своими современными квартирными и офисными зданиями, модными барами, элегантными ресторанами и набережными. Там находится одноимённый музей, а также это место, где Сона впадает в Рону.

### Праздники
Праздник света (фр. fête des lumières) проходит с середины XIX века в начале декабря в Лионе. Это фестиваль иллюминаций, когда жители ставят на окна свечи, а по всем городским улицам зажигают тысячи ламп, огней, фонарей и светильников. Праздник, изначально посвящённый Деве Марии, спасшей город от чумы, стал настоящим туристическим событием в наши дни. В дни праздника в город приезжает до трёх миллионов туристов.
- Не стоит путать праздник света с другим важным лионским культурным мероприятием — Кинофестивалем имени Братьев Люмьер.
- Нюи де Фурвьер (фр. Les Nuits de Fourvière, "Фурвьерские ночи") — фестиваль музыки, театра и кино, проходит каждое лето под открытым небом на территории античного театра Фурвьер.
- Нюи сонор (фр. Nuits sonores, «Звучащие ночи, ночи звука») — фестиваль электронной музыки (конец мая).

## Высшее образование и наука
- Университет Лион I им. Клода Бернара (UCBL) — 28 тысяч студентов;
- Университет Лион II им. братьев Люмьер — 30 тысяч студентов;
- Университет Лион III им. Жана Мулена — 20 тысяч студентов;
- Католический университет Лиона — 8600 студентов;
- Высшая нормальная школа Лиона;
- Центральная школа Лиона;
- ESME Sudria

и другие.

## Промышленность
В конце XIX века Лион занимал первое место в мире по производству шёлковых материй. Собственно шёлковых фабрик в городе не было: по заказу нескольких крупных предпринимателей работы исполнялись в маленьких самостоятельных мастерских.
В пределах 50 км от города находятся сразу 3 атомные станции: Бюже, Крей-Мальвиль и Сент-Альбан.

## Транспорт

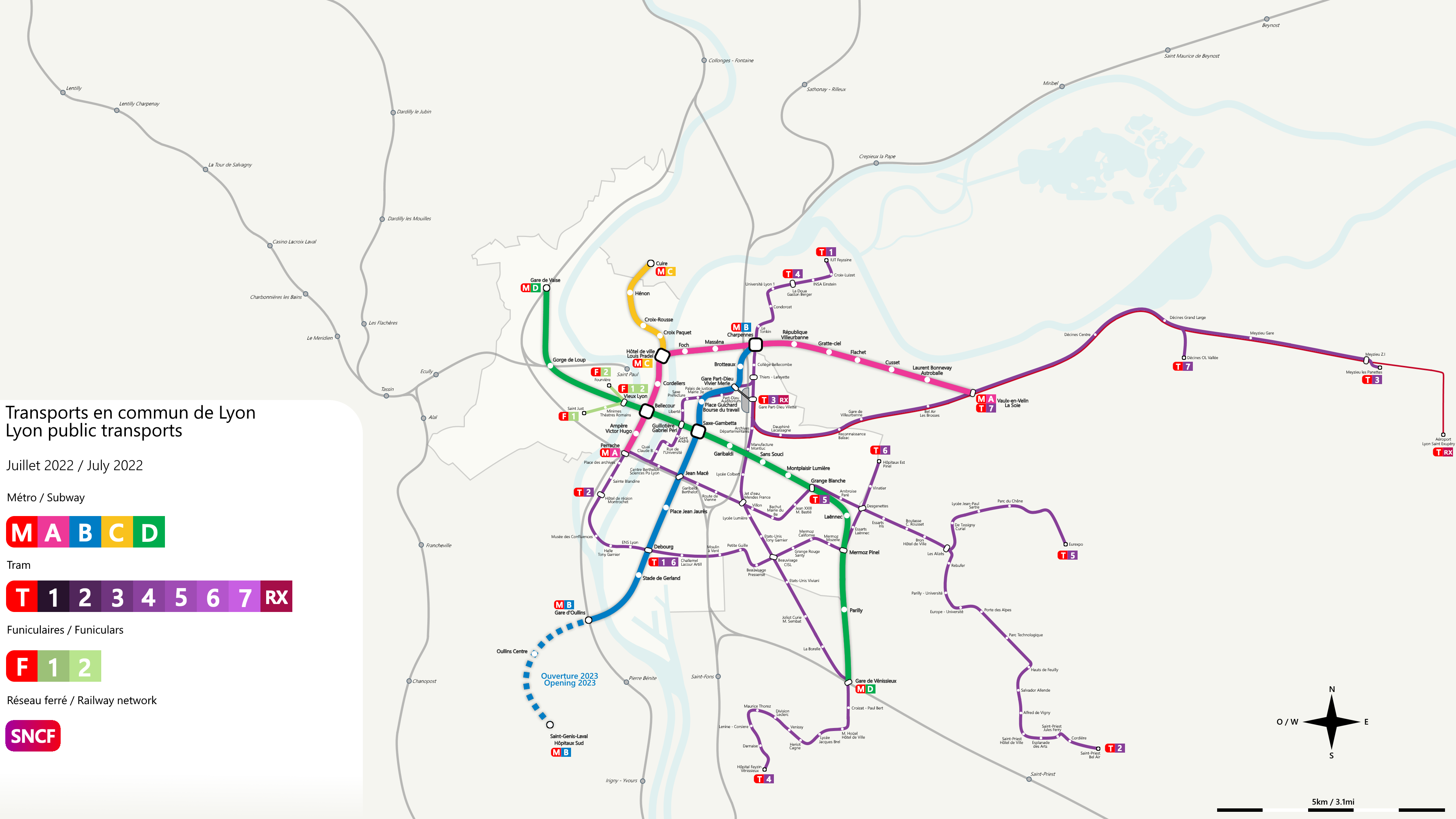

В начале XIX века от Лиона до Парижа добирались 12 дней.
Лион обслуживают два аэропорта: международный аэропорт имени Сент-Экзюпери (Lyon Saint-Exupéry; международный код LYS), находящийся в 25 км к востоку от города, и аэропорт деловой авиации Lyon-Bron. Аэропорт Сент-Экзюпери является одним из главных портов прилета туристов со всего мира на горнолыжные курорты Франции в Альпах. Имеет свой железнодорожный вокзал TGV и  прямое сообщение с сетью регионального транспорта.
Железнодорожный транспорт представлен двумя крупными вокзалами TGV в черте города: Пар-Дьё (Lyon Part-Dieu — международные, междугородные и пригородные перевозки) и Перраш (Lyon Perrache — часть междугородных и пригородные перевозки). Третий крупный вокзал Lyon Saint-Exupéry TGV находится рядом с международным аэропортом и обслуживает поезда дальнего следования, не заходящие в город. Кроме того, в черте города есть ещё три крупных вокзала TER, обслуживающих региональные и пригородные перевозки: Вэз (Lyon-Vaise), Сен-Поль (Lyon-Saint-Paul) и Горж-де-Лу (Lyon-Gorge-de-Loup).
Общественный транспорт обслуживает компания TCL (Transports en Commun Lyonnais) и включает в себя четыре линии метро, две линии фуникулёра, шесть линий трамвая, линии троллейбуса, более ста автобусных маршрутов.
Существует также сеть проката велосипедов, остановочные пункты расположены в оживлённых районах города (среднее расстояние между соседними станциями около 200 метров).

## Демография
| Численность населения | Численность населения | Численность населения | Численность населения | Численность населения | Численность населения | Численность населения | Численность населения | Численность населения |
| 1793                  | 1800                  | 1806                  | 1821                  | 1831                  | 1836                  | 1841                  | 1846                  | 1851                  |
| --------------------- | --------------------- | --------------------- | --------------------- | --------------------- | --------------------- | --------------------- | --------------------- | --------------------- |
| 102 167               | ↘88 919               | ↗102 041              | ↗131 258              | ↗149 733              | ↗150 814              | ↗155 939              | ↗177 976              | ↘177 190              |
| 1856                  | 1861                  | 1866                  | 1872                  | 1876                  | 1881                  | 1886                  | 1891                  | 1896                  |
| ↗292 721              | ↗318 803              | ↗323 954              | ↘323 417              | ↗342 815              | ↗376 613              | ↗401 930              | ↗438 077              | ↗466 028              |
| 1901                  | 1906                  | 1911                  | 1921                  | 1926                  | 1931                  | 1936                  | 1946                  | 1954                  |
| ↘459 099              | ↗472 114              | ↗523 796              | ↗561 592              | ↗570 840              | ↗579 763              | ↘570 622              | ↘460 748              | ↗471 270              |
| 1962                  | 1968                  | 1975                  | 1982                  | 1990                  | 1999                  | 2006                  | 2011                  | 2013                  |
| ↗528 535              | ↘527 800              | ↘456 716              | ↘413 095              | ↗415 487              | ↗445 452              | ↗472 304              | ↗491 268              | ↗506 615              |

Динамика населения (до 1999 года — Ldh/EHESS/Cassini; c 2006 года — INSEE)

## Спорт
В этом городе летом 2024 года прошли соревнования по футболу в рамках XXXIII Олимпийских игр.

## Города-побратимы и партнёры
Список городов-побратимов (выделены жирным шрифтом) и городов-партнёров Лиона (согласно официальному сайту лионской мэрии):

| - Бирмингем, Великобритания (1951) - Франкфурт, Германия (1960) - Милан, Италия (1966) - Лейпциг, Германия (1981, пакт о дружбе) - Николаев, Украина (2006) - Женева, Швейцария (1989, привилегированные отношения) - Барселона, Испания (1989, привилегированные отношения); 1998, альянс - Турин, Италия (1998, альянс) - Марсель, Франция (1998, альянс) - Генуя, Италия (1998, альянс) - Минск, Белоруссия (1976, пакт о дружбе) - Лодзь, Польша (1991, протокол об обмене и сотрудничестве) | - Ереван, Армения (1992, протокол о согласии) - Печ, Венгрия (1998, протокол о сотрудничестве) - Санкт-Петербург, Россия (1993, привилегированные отношения) - Крайова, Румыния (1992, протокол о согласии) - Беэр-Шева, Израиль (1997) - Измир, Турция - Гуанчжоу, КНР (1988) - Иокогама, Япония (1959, пакт о дружбе) - Бейрут, Ливан (1998, партнёрство) - Хо Ши Мин, Вьетнам (1997, проект протокола об обмене и сотрудничестве) - Дейр-эль-Камар, Ливан (1998, договор о дружбе) | - Сидон, Ливан (1999, договор о дружбе) - Халеб, Сирия (2000, партнёрство) - Сент-Луис, США (1975) - Монреаль, Канада (1979, протокол об обмене и сотрудничестве) - Сантьяго, Чили (1992, протокол о намерениях) - Агадир, Марокко (1998, протокол о сотрудничестве) - Уагадугу, Буркина-Фасо (1998, протокол о сотрудничестве) - Ломе, Того (1999, протокол о сотрудничестве) - Порто-Ново, Бенин (1999, протокол о сотрудничестве) - Бамако, Мали (1999, протокол о сотрудничестве) - Киев, Украина (2022) |